# ジェームズ・バーナム
ジェームズ・バーナム（James Burnham、1905年11月22日–1987年7月28日）は、アメリカ合衆国の哲学者、保守思想家、政治思想家。
シカゴ生まれ。プリンストン大学およびオックスフォード大学ベリオールカレッジで学ぶ。1930年代に共産主義、なかでもトロツキー主義に傾注し、社会主義労働者党に参加していたが、党内路線をめぐる対立の結果、1940年に離党し、アメリカ労働者党に参加するとともに、次第に保守派・反共主義者へと転じていった。
第二次世界大戦中は戦略情報局に勤務し、戦後、保守系雑誌『ナショナル・レビュー』などを舞台に対ソ連強硬論を展開した。日本では株主資本主義を批判するその経営者革命論が大塚万丈の修正資本主義に大きな影響を与えた。

## 著書

### 単著
- The Managerial Revolution: What is Happening in the World, (John Day, 1941).

三井本社調査部訳『大戦と経済秩序の変革――経営者革命論』（三井本社調査部, 1944年）
長崎惣之助訳『経営者革命』（東洋経済新報社, 1951年）
武山泰雄訳『経営者革命』（東洋経済新報社, 1965年）
- The Machiavellians: Defenders of Freedom, (John Day, 1943).
- The Struggle for the World, (John Day, 1947).
- The Coming Defeat of Communism, (John Day, 1950).
- Containment or Liberation: An Inquiry into the Aims of United States Foreign Policy, (John Day, 1953).
- The Web of Subversion: Underground Networks in the U.S. Government, (John Day, 1954).

野中庸訳『赤いくもの巣――アメリカ政府をむしばんだスパイ工作の記録』（日刊労働通信社, 1961年）
- Congress and the American Tradition, (Henry Regnery, 1959).
- Suicide of the West: An Essay on the Meaning and Destiny of Liberalism, (John Day, 1964).

名東孝二・垣見陽一訳『自由主義の終焉』（ダイヤモンド社, 1967年）
- The War We Are In: the Last Decade and the Next, (Arlington House, 1967).

### 共著
- Introduction to Philosophical Analysis, with Philip Wheelwright, (Holt, 1932).